# 本多忠行
本多忠行（ほんだ ただゆき）は、奥州泉藩主本多忠誠の4男・本多忠慎の子。